# 청색꽃게
청색꽃게(Portunus pelagicus)는 꽃게과에 속하는 동물이다.

## 특징
등딱지 길이 약 64mm, 너비는 약 140mm이다. 수컷의 몸빛은 보통 어두운 청색이다. 암컷은 어두운 녹색이고 밝은 구름모양 무늬가 있다. 일반 꽃게보다 청색빛이 더 강하며 갑각의 구름무늬가 뚜렷하다.
깊이 10∼30m의 모래 또는 진흙질 바닥에서 산다. 식용으로 이용된다. 한국 (제주도)·중국·일본·열대지역·지중해 등지에 분포한다.

## 사진

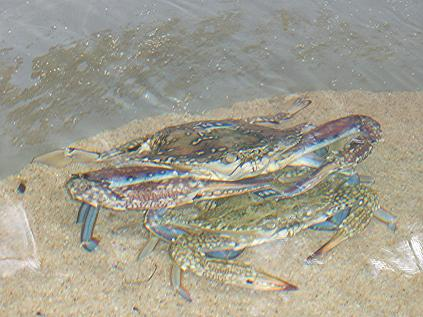
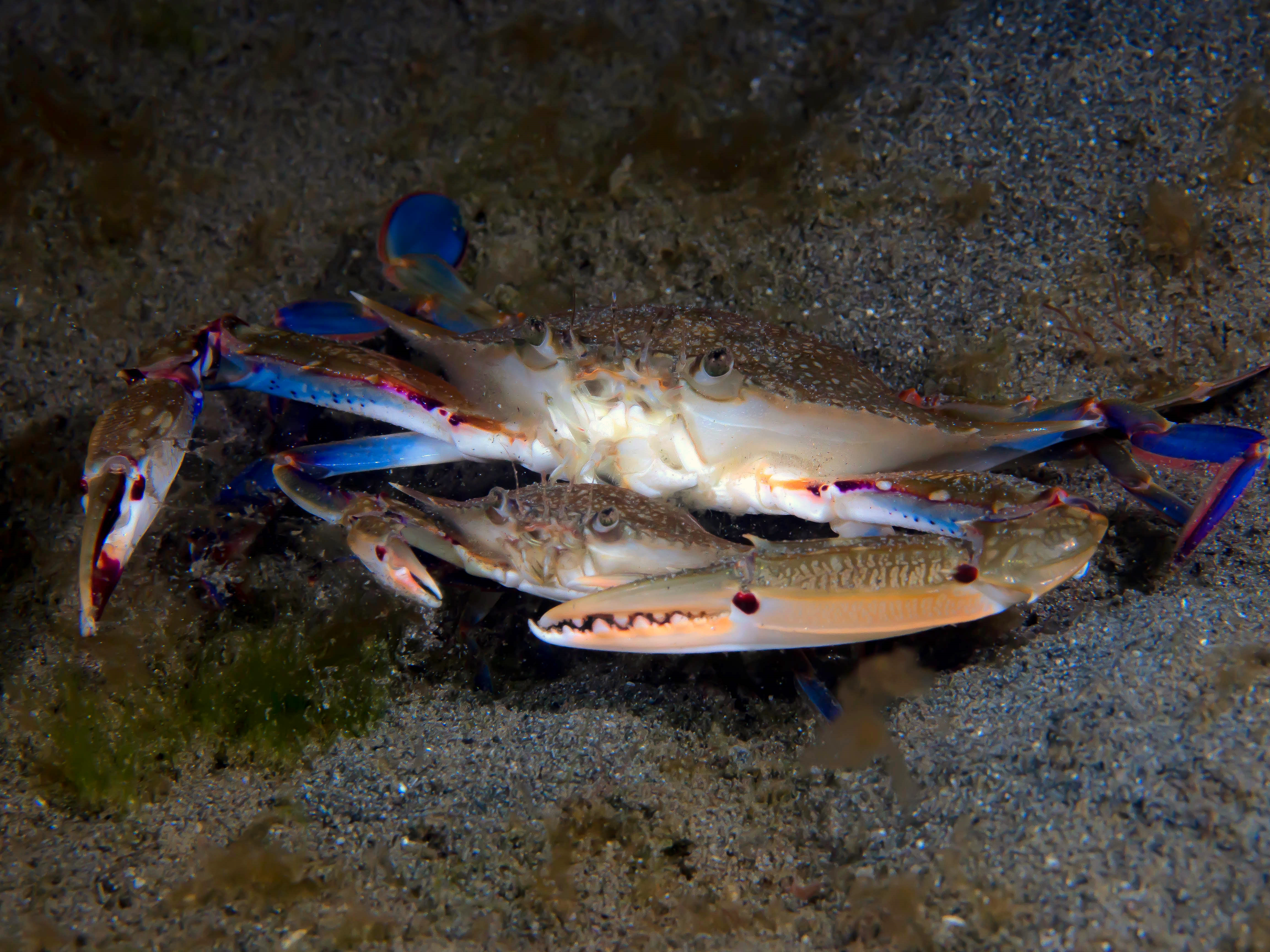
교미하는 청색꽃게.

## 같이 보기
- 꽃게
- 파란꽃게
- 점박이꽃게
- 톱날꽃게